# Universität für Finanz- und Wirtschaftswissenschaften Nordostchinas

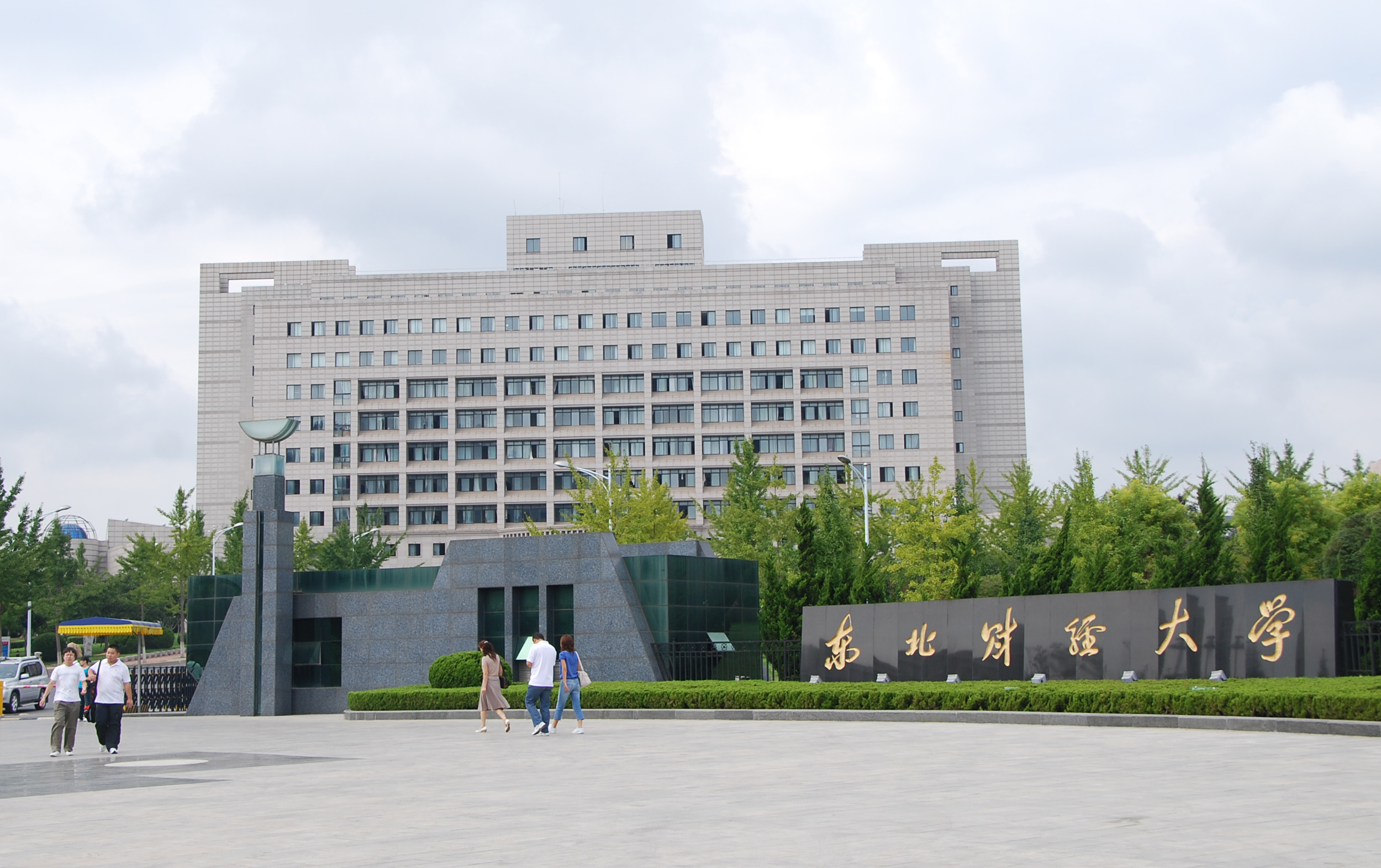
Hauptgebäude der Universität für Finanz- und Wirtschaftswissenschaften Nordostchinas in Dalian

Die Universität für Finanz- und Wirtschaftswissenschaften Nordostchinas (chinesisch 东北财经大学), im englischen Sprachraum bekannt als Dongbei University of Finance & Economics (DUFE), ist eine chinesische Universität mit mehr als 20.000 Studierenden. Das Lehrangebot ist schwerpunktmäßig auf wirtschaftswissenschaftliche Studiengänge ausgerichtet. Die im Jahr 1952 gegründete Universität liegt im Nordosten von Dalian in der Provinz Liaoning und gehört auf ihrem Gebiet zu den renommiertesten Hochschulen des Landes.